# Truda Stamać
Truda Stamać (* 25. Mai 1942 in Petrovaradin; † 22. Januar 2021) war eine jugoslawische bzw. kroatische Übersetzerin, die überwiegend Belletristik, vereinzelt auch Sachbücher, aus dem Deutschen übersetzte.

## Leben
Truda Stamać schloss 1968 ein Studium der Komparatistik und Germanistik an der Universität Zagreb ab. Seither übersetzte sie zahlreiche Bücher aus dem Deutschen ins Serbokroatische bzw. Kroatische. Daneben arbeitete sie in der Bücherei des Deutschen Kulturinstituts, studierte ein Jahr lang in Wien Philosophie und war später im kroatischen Kulturministerium sowie als Kulturberaterin in der Kroatischen Botschaft in Wien tätig. Von 1990 bis 1993 war sie Vorsitzende der Gesellschaft für kroatisch-österreichische Freundschaft.
Sie veröffentlichte selbst mehrere Kurzgeschichten sowie eine Novelle mit dem Titel Pasji život. Godinu dana sa Stašom (2003, ISBN 953-6765-12-8).
Truda Stamać war mit dem Literaturwissenschaftler und Übersetzer Ante Stamać (1939–2016) verheiratet; die Ehe wurde geschieden.

## Übersetzungen (Auswahl)

### Belletristik
- (mit Božena Begović): Hans Leip, Gusarski dnevnik (Bordbuch des Satans), 1969
- (mit Ante Stamać): Gottfried Benn, Statičke pjesme (Statische Gedichte), 1970
- Heinz G. Konsalik, Pod skrbništvom (Entmündigt), 1975
- Ulrich Plenzdorf, Nove patnje mladoga W. (Die neuen Leiden des jungen W.), 1978
- (mit Ante Stamać): Günter Grass, Lumbur (Der Butt), 1979
- Hermann Broch, Vergilijeva smrt (Der Tod des Vergil), 1979
- Paul Celan, Poezija, 1989, ISBN 86-21-00341-4
- (mit Ante Stamać): Friedrich Schiller, Razbojnici, (Die Räuber), 1996
- Gotthold Ephraim Lessing, Nathan mudri (Nathan der Weise), 1996
- Hermann Hesse, Siddhartha (Siddhartha), 1996, ISBN 953-6234-17-3
- Thomas Bernhard, Wittgensteinov necak (Wittgensteins Neffe), 2003, ISBN 953-206-087-1
- Paul Maar, Tjedan sav od subota (Eine Woche voller Samstage), 2007, ISBN 9789536613922
- Uwe Johnson, Nagađanja o Jakovu (Mutmassungen über Jakob), 2012, ISBN 978-953-266-422-5
- Ingeborg Bachmann, U oluji ruža. Izbor iz poezije, 2014, ISBN 978-953-334-077-7

### Sachbücher
- (mit Ante Stamać): Hugo Friedrich, Struktura moderne lirike (Die Struktur der modernen Lyrik), 1969
- Hans Küng, Postoji li Bog? (Existiert Gott?), 1987
- Arnold Gehlen, Duša u tehničkom dobu (Die Seele im technischen Zeitalter), 2004, ISBN 953-174-220-0

## Auszeichnungen
- 1989: Staatspreis der Republik Österreich für literarische Übersetzung